# Клайнбокедра
Клайнбокедра (нем. Kleinbockedra) — община в Германии, в земле Тюрингия. 
Входит в состав района Заале-Хольцланд. Подчиняется управлению Хюгелланд/Телер.  Население составляет 36 человек (на 31 декабря 2010 года). Занимает площадь 2,85 км².